# Friesland (Gelderland)
Friesland is een buurtschap in de Nederlandse gemeente Montferland, gelegen in de provincie Gelderland. Het ligt 3 kilometer ten oosten van Didam even ten noorden van de A18.
Hoofdplaats: Didam      Stad: 's-Heerenberg

Dorpen: Azewijn · Beek · Braamt · Kilder · Lengel · Loerbeek · Loil · Nieuw-Dijk · Stokkum · Zeddam

Buurtschappen: Friesland · Greffelkamp · Heide · Holthuizen · Klein-Azewijn · Oud-Dijk (deels) · Vethuizen · Vinkwijk · Wijnbergen

Voormalige gemeenten: Bergh · Didam

Gelderland: Steden en dorpen in Gelderland      Nederland: Provincies · Gemeenten